# مسجد و مناره علی
مناره علی مناره‌ای مدور در شهر اصفهان است که در میدان امام علی، مقابل آرامگاه هارون ولایت، در اوایل سده ششم هجری و در نزدیکی مسجد جامع اصفهان بنا گردیده و در دوره صفویان جزئی از ساختمان مسجد علی شده‌است. این سازه از نظر هماهنگی در ابعاد و اندازه‌ها و نیز از لحاظ آراستگی نمای سردر یکی از شاهکارهای معماری مناره‌ها به‌شمار می‌آید.

## پیشینه
با توجه به قراین، تاریخ ساخت این بنا بین سال‌های ۵۱۵ تا ۵۲۵ هجری قمری تخمین زده شده‌است. ابتدا این منار نزدیک مسجد سلطان سنجر بوده که به همین نام خوانده می‌شد و اکنون که مسجد علی را به جای آن مسجد ساخته‌اند، منار مسجد علی خوانده می‌شود.
این بنا در ۱۵ دی ماه ۱۳۱۰ به شماره ۹۶ ثبت ملی شده است.

## مشخصات
بلندای مناره بیش از ۵۰ متر و قطر آن در سطح زمین ۶ متر بوده‌است که امروزه با فروریختن طبقه سوم آن به ۴۷٫۸۵ متر تنزل پیدا کرده‌است. در ارتفاع ۴۰٫۳۵ متری، قرنیزی به صورت تاج و پس از آن بخش کوچک‌تر مناره قرار گرفته‌است. همچنین در انتهای آن نیز قرنیز دیگری وجود دارد. در داخل مناره نیز، ستون مرکزی قرار دارد که ۱۶۴ پله حول محور آن شکل گرفته‌است. مدخل این مناره در درون مسجد و خود مناره در کنار گنبد مسجد علی قرار گرفته‌است.
منار علی دارای ۵ کتیبه می‌باشد که ۳ کتیبه اول از پایین به بالا به خط کوفی با کاشی فیروزه‌ای بر زمینه آجری با کلمات و عبارات مذهبی تزیین شده‌است. کتیبه چهارم به خط بنّایی گچی بر زمینه شطرنجی در مربع‌های بزرگ با شعار مذهبی و زیبایی آراسته شده‌است. بر کتیبه پنجم به خط بنّایی آجری برجسته بر زمینه گچی که هم سطح با بام مسجد علی می‌با شد، آیه‌ای از سوره آل عمران آمده‌است.
مصالح بکار رفته در این مناره آجر و ملات گچ و تزیینات منار آجرچینی می‌باشد.
در حیاط مسجد، سنگ‌نوشته‌ای منسوب به شیخ بهایی وجود دارد که حقابه شهر اصفهان از زاینده‌رود در آن درج و شرح شده است.گفتنی است؛ نام تاریخی این مسجد به‌صورت «مسجدعلی» ثبت شده است.
```
حکایتی در باب منار مسجدعلی نقل شده است که می‌گوید: «روزی سلطان سنجر از این محل که در آن روزگار تپه‌ای بوده، عبور می‌کرده است. هم‌زمان، طفلی نیز به نام علی از این تپه می‌گذشته است. شاه به خیال آنکه شکار است، او را با تیر می‌زند.
[
۸
]
```

سلطان نادم می‌شود و پدر طفل را فرا می‌خواند و به او می‌گوید: “آنچه بخواهی به تو می‌دهم.” پدر علی می‌گوید: “چیزی نمی‌خواهم، جز آنکه در این محل مسجدی با منار‌ بلند بسازید.” سلطان چنین می‌کند و نام مسجد را علی می‌گذارند.»

## نگارخانه

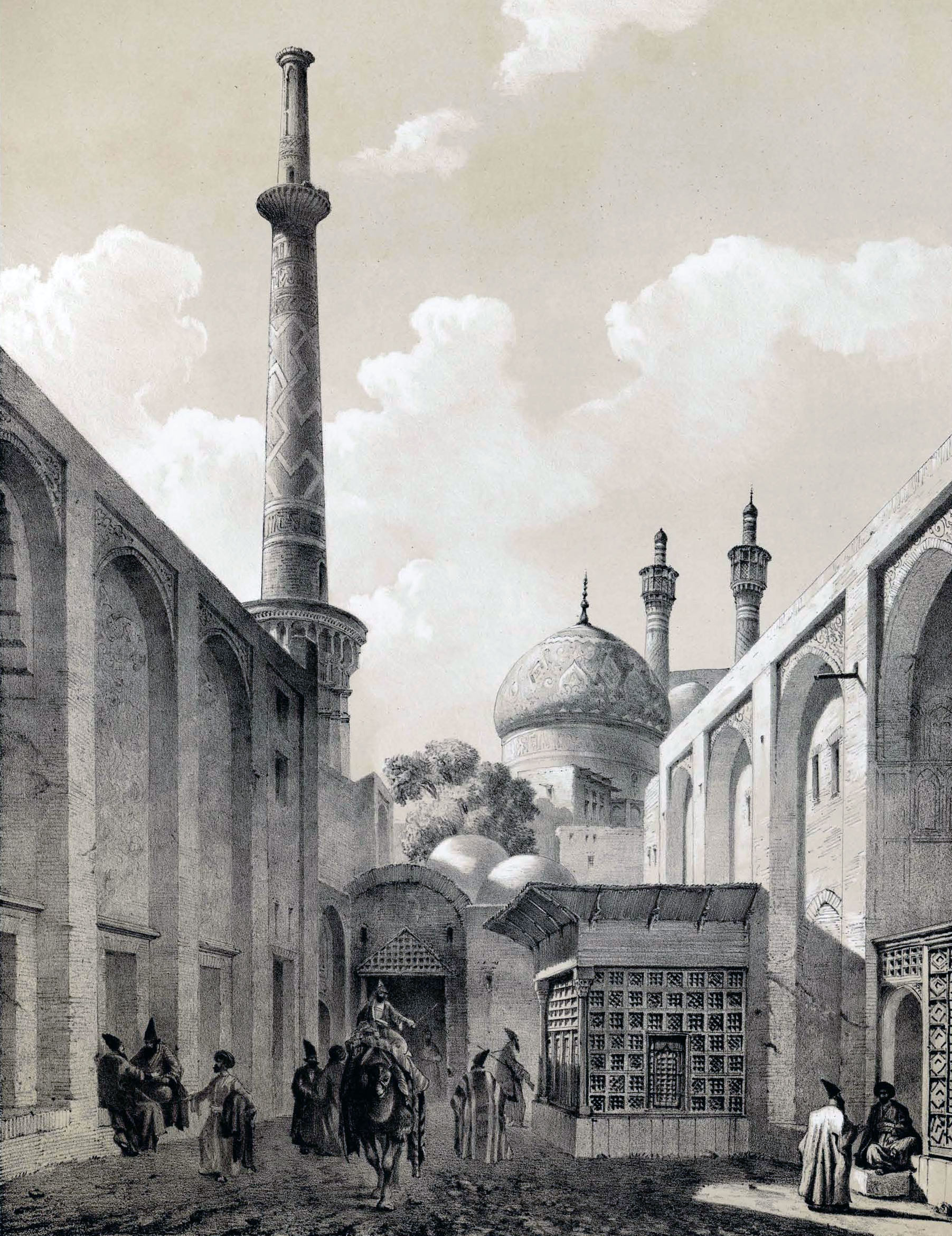
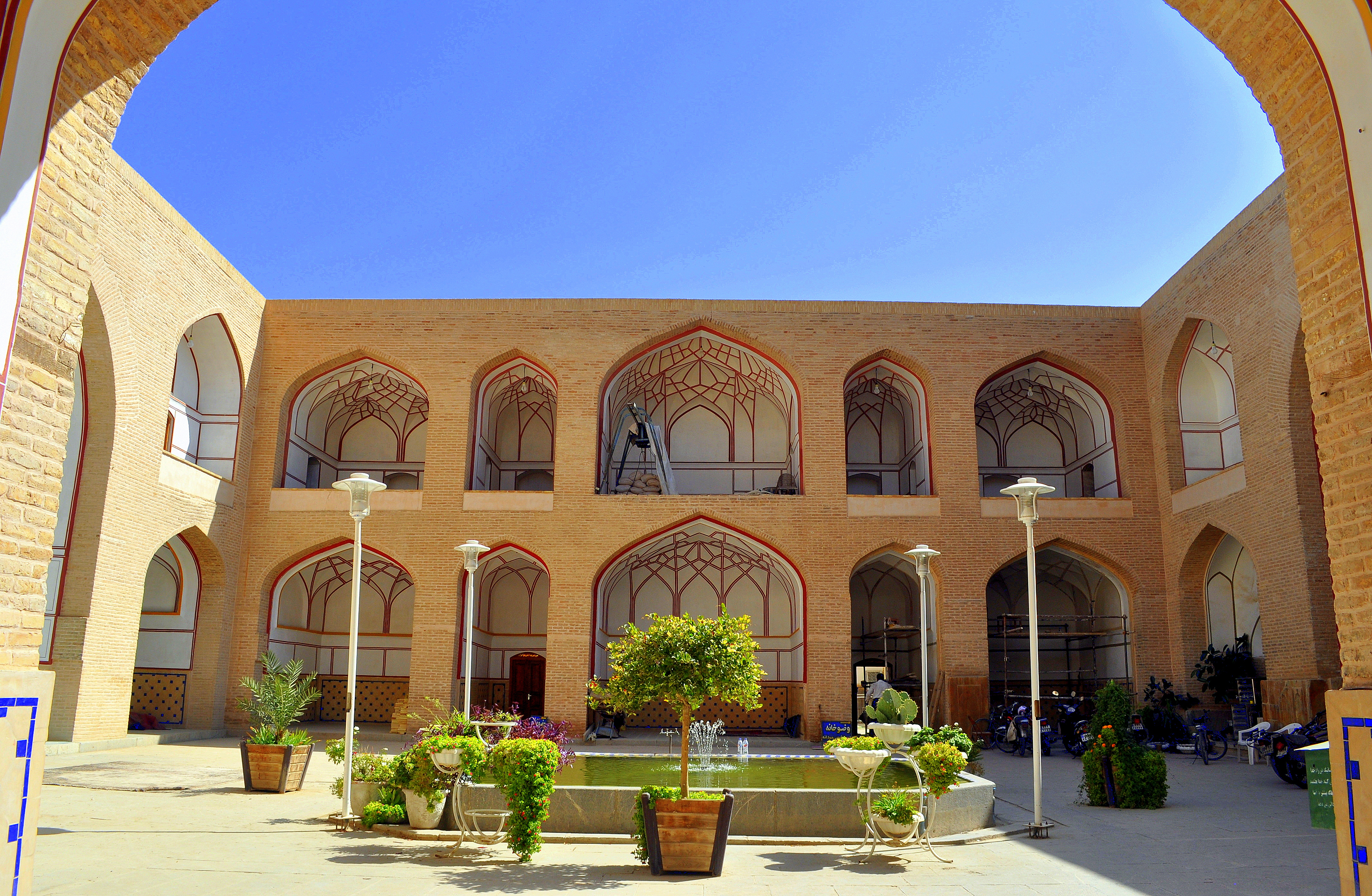
شبستان شرقی
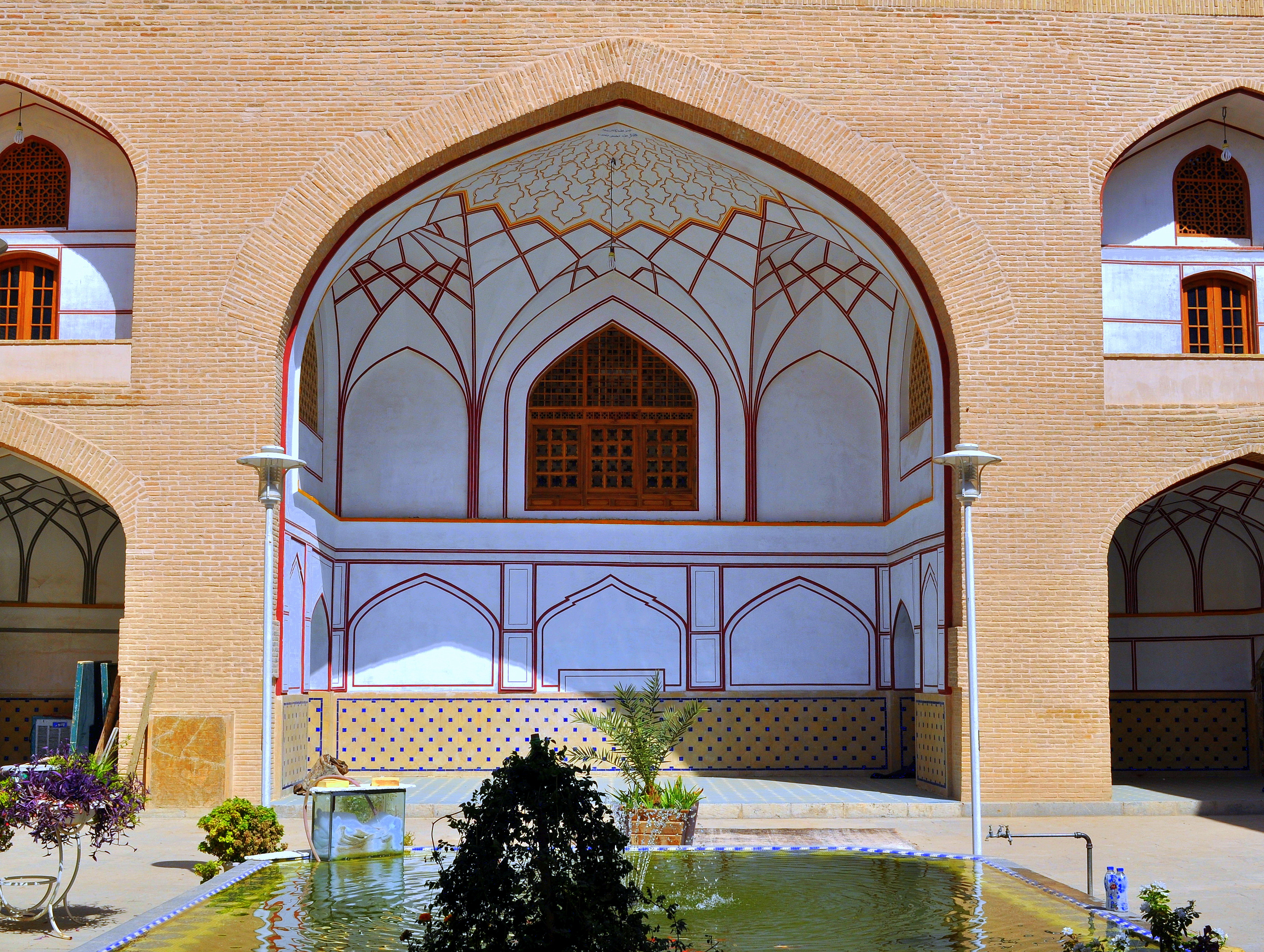
شبستان شمالی
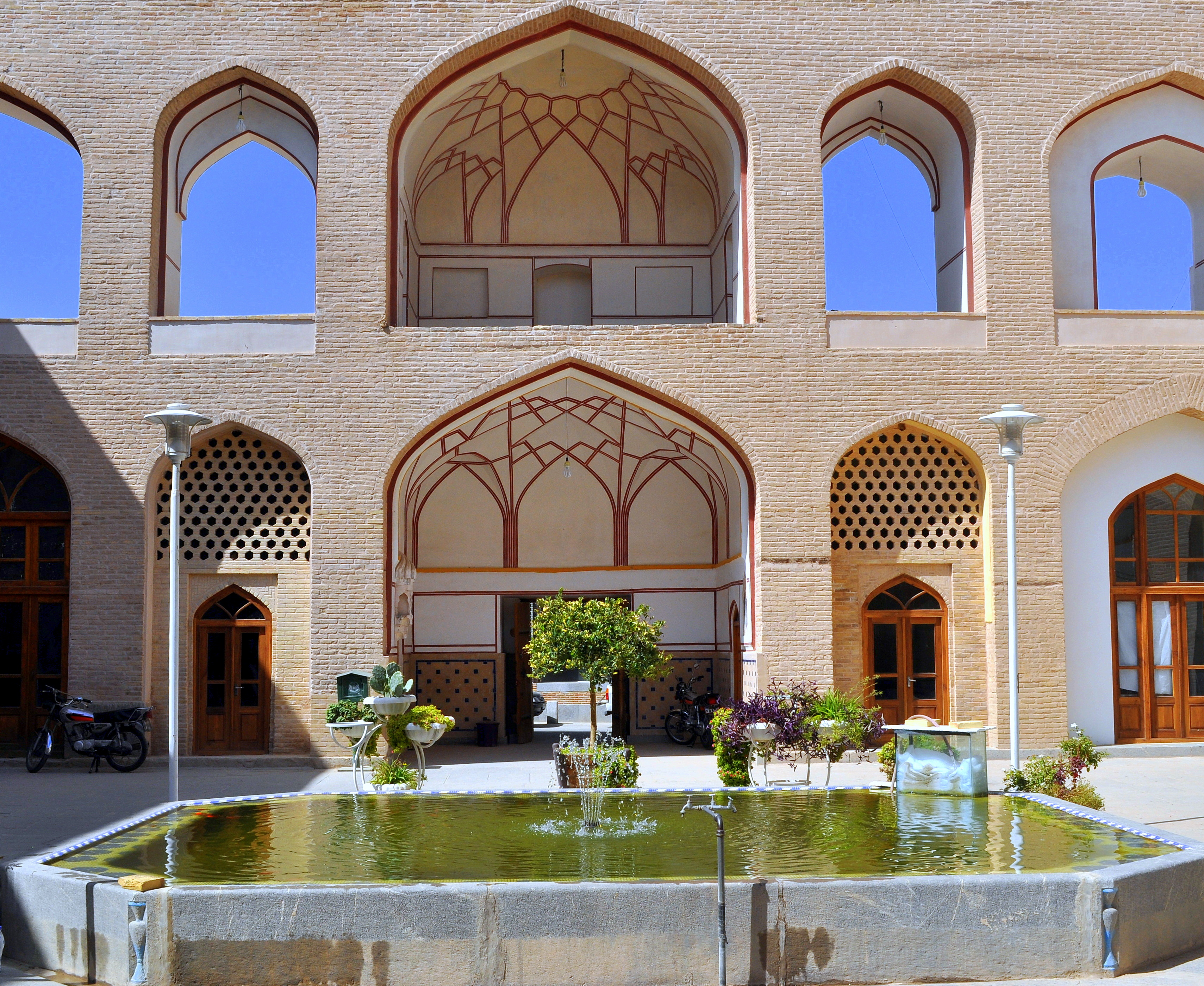
شبستان غربی
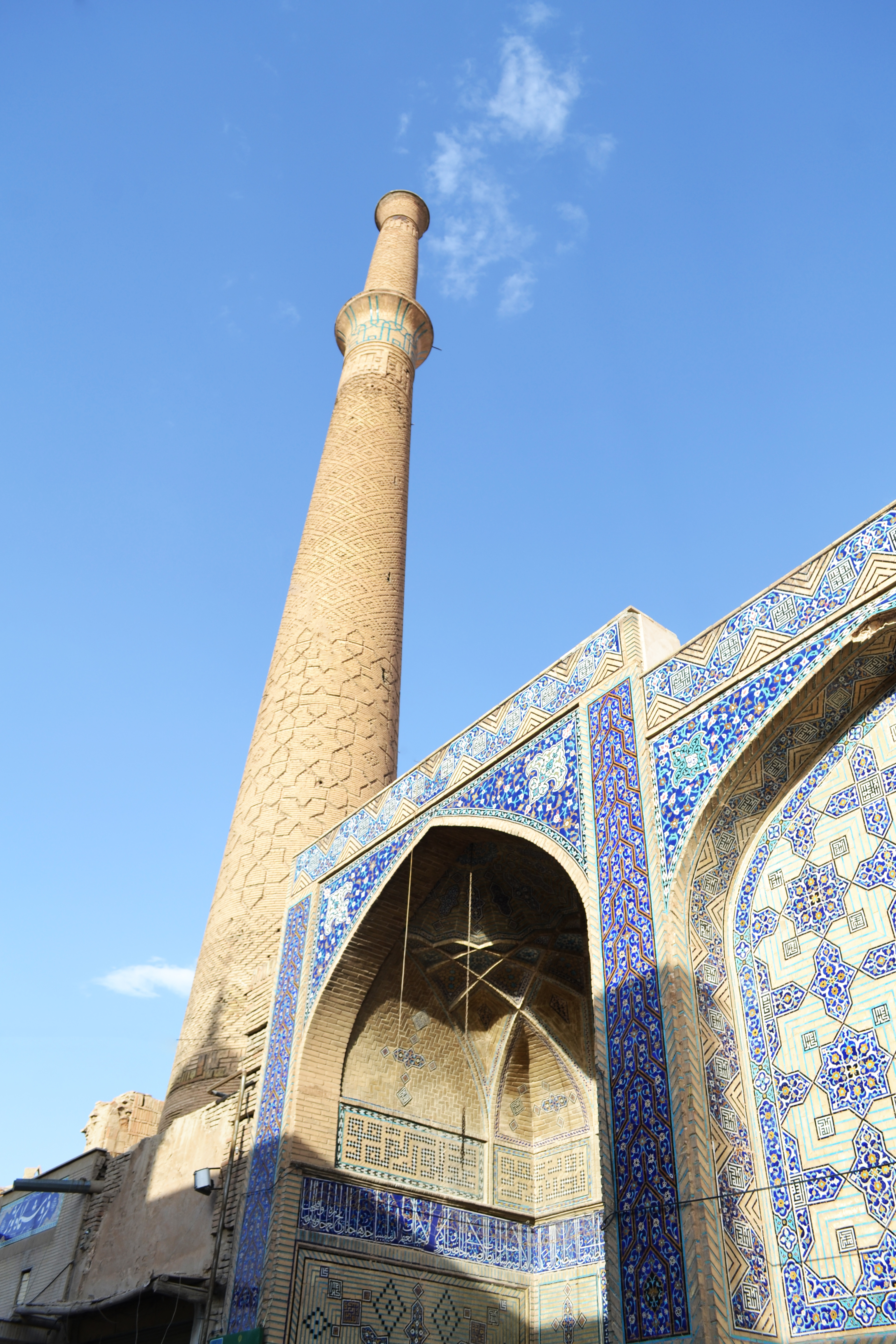